# Kim Min-chan (Curler)
Kim Min-chan (koreanisch 김민찬; * 26. Februar 1987 in Daegu) ist ein südkoreanischer Curler.

## Karriere
Kim begann 1985 in Daegu mit dem Curling. Seit 2006 spielt er als Third im Team von Skip Kim Chang-min. Sein erster internationaler Wettbewerb war die Juniorenpazifikmeisterschaft 2006, bei der er den dritten Platz belegte. Bei der Juniorenweltmeisterschaft im gleichen Jahr wurde er mit der südkoreanischen Juniorenmannschaft Fünfter. Im darauffolgenden Jahr gewann er bei der Juniorenpazifikmeisterschaft 2007 die Silbermedaille.
2009 und 2011 gewann er bei der Pazifikmeisterschaft die Bronzemedaille. Nach einem vierten Platz 2012 konnte er bei seiner vierten Teilnahme an diesem Wettbewerb 2017 die Goldmedaille gewinnen.  Durch den Sieg qualifizierte sich Südkorea für die Weltmeisterschaft 2018 in Las Vegas. Dort kam Kim als Second nach einer Niederlage im Spiel um Platz 3 gegen die schottische Mannschaft um Bruce Mouat auf den vierten Platz.
Bei den Olympischen Winterspielen 2018 im eigenen Land war er als Ersatzspieler der koreanischen Nationalmannschaft um Kim Chang-min nominiert. Die Koreaner kamen auf den siebten Platz, wobei Kim in zwei Spielen zum Einsatz kam.